# Gijsbert d'Aumale van Hardenbroek van Hardenbroek
Gijsbert Carel Duco d'Aumale baron van Hardenbroek van Hardenbroek (Driebergen, 15 februari 1862 - Utrecht, 23 juni 1934) was een Nederlands politicus.
Aumale van Hardenbroek van Hardenbroek was een Utrechts landedelman, die op het Kasteel Hardenbroek bij Driebergen woonde. Als telg van een familie van patriarchale bestuurders was hij wethouder en later burgemeester van Driebergen. Hij bekleedde bovendien vele functies op waterstaatkundig gebied. Voor de anti-revolutionairen was hij dertien jaar lid van de Eerste Kamer, waar hij vooral sprak over landbouw en waterstaat.
- Biografisch Portaal: 82035262
- Parlement.com: vg09lkxkwpsz